# Packard Clipper

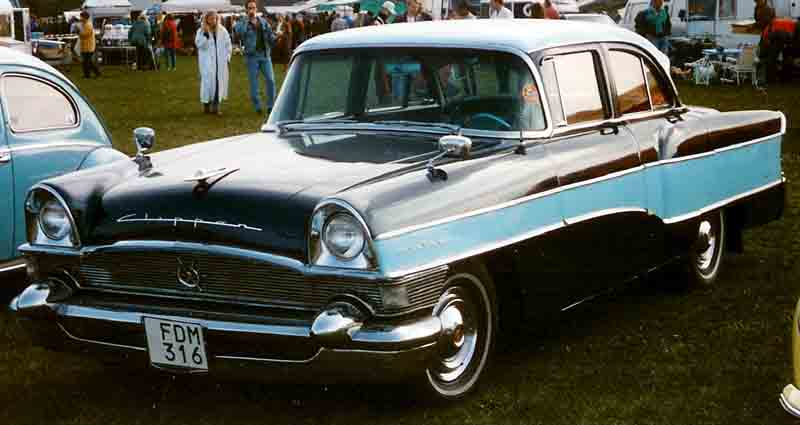
Clipper Super Touring Sedán de 4 puertas de 1956, pintado en Negro Corso y Azul Danubio

El Packard Clipper fue un modelo de automóvil estadounidense que la Packard Motor Car Company fabricó entre 1941 y 1954, y la Studebaker-Packard Corporation entre 1955 y 1957. La marca Clipper comercializada en 1956, se considera una gama de automóviles separada y no como verdaderos modelos de Packard.

## Serie de modelos

### 1941 (serie 19)
Packard presentó el primer modelo denominado Clipper como parte de su decimonovena serie de automóviles. El coche tenía el estilo "Fade Away", es decir, con la línea de los guardabarros frontales atravesando las puertas delanteras, y estaba equipado con el motor de ocho cilindros en línea del Packard One-Twenty, que había sido elevado a una compresión ligeramente mayor para pasar de 120 bhp (89,5 kW) a 125 bhp (93,2 kW), motor que también se podía pedir para el One Twenty. El chasis igualmente procedía del One-Twenty, disponiendo ambos de la misma batalla de 127 pulgadas (3226 mm), pero el Clipper era más bajo y más ancho que los modelos anteriores y fue el primer Packard en tener un diseño aerodinámico. El anuncio indicaba que "un hombre de tamaño normal" podía ver por encima del techo. El principal condicionante de la forma de la carrocería era la adopción de una inusual pieza de chapa estampada, cuyo tamaño y complejidad estaban al límite de lo que era técnicamente factible en ese momento. La pieza comprendía la parte superior del mamparo del motor, la abertura para el parabrisas, todo el techo y la parte trasera con el hueco para el maletero. El único estilo de carrocería disponible (modelo 1951-1401) era un "Touring Sedán" de cuatro puertas, una denominación que Packard usó tradicionalmente para los sedanes con maletero integrado. El Packard Clipper tenía un precio de 1420 dólares, situado entre los correspondientes Touring Sedan de las series One-Twenty y Super Eight One-Sixty.
El desarrollo del diseño fue precedido por tres prototipos; dos diseñados por estilistas externos y el tercero, finalmente elegido, diseñado por el equipo interno. Howard Darrin, uno de los concursantes externos, afirmó durante décadas que tenía un pedido en firme pero a muy corto plazo de Packard para este diseño. Se le prometieron 10.000 dólares si entregaba un modelo de arcilla utilizable en una semana. Lo hizo, pero nunca le pagaron por ello, y Packard simplemente revisó un poco su propuesta y luego la adoptó. Sin embargo, Darrin no pudo probar esta afirmación. El Clipper fue muy bien recibido y con 16.600 unidades vendidas, fue el modelo de Packard más exitoso del año 1941. Su influencia en el diseño automotriz de EE. UU. pronto se comparó con el del innovador Cadillac Sixty Special. De hecho, elementos como los guardabarros "Fade Away" todavía se podían encontrar años después en automóviles como el Rolls-Royce Silver Cloud, los Daimler Conquest y Majestic o en el Vanden Plas Princess. El lema del Clipper era "¡Capitán del Clipper!"

### 1942 (serie 20)

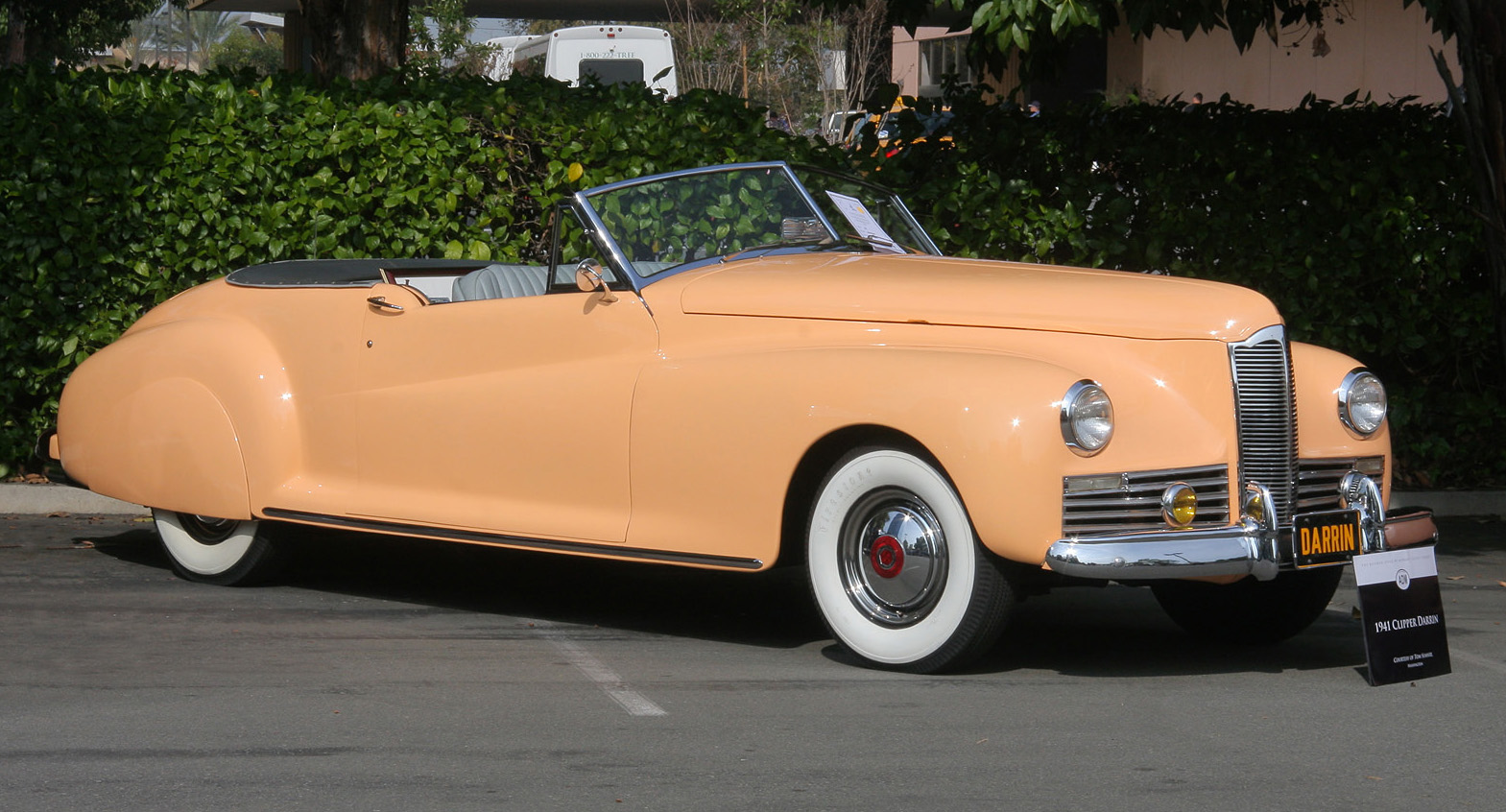
Packard Clipper Convertible Victoria, diseñado por Howard Darrin (1942)

Para la vigésima serie de automóviles, que salió a la venta el 25 de agosto de 1942, el concepto del Clipper del año anterior se había ampliado significativamente y en cada una de las cuatro series de modelos (Six, Eight, Super Eight y Custom Super Eight) hubo versiones de Clipper. Con el Club Sedán, ahora también estaba disponible una versión de dos puertas con un hatchback redondeado.
El Clipper Six y el Clipper Eight compartieron el chasis del año anterior. Ambos estaban disponibles como "Special" y como "Custom", más lujoso. Había un Touring Sedán y un Club Cupé; el Special Six también estaba disponible como un cupé de negocios de dos plazas; y un Club Cupé sin asiento trasero y con paso al maletero. El espacioso compartimento resultante se diseñó con materiales resistentes a la intemperie. Nunca hubo una versión abierta del Clipper de fábrica. Tres unidades fueron carrozadas a mano por Darrin, una de ellas para el actor de Hollywood Clark Gable. Las versiones abiertas del Six (110) y del Eight (129) correspondían al descapotable del año anterior salvo algunos detalles. Todos los modelos n.º 2001, 2002 y 2003 (Six); 2033, 2023, 2004, 2005 y 2055 (Eight); 2006, 2007 y 2008 (Super-Eight); se adaptaron al concepto del Clipper y se introdujeron sus elementos de estilo en 1941.

### 1946-1947 (serie 21)

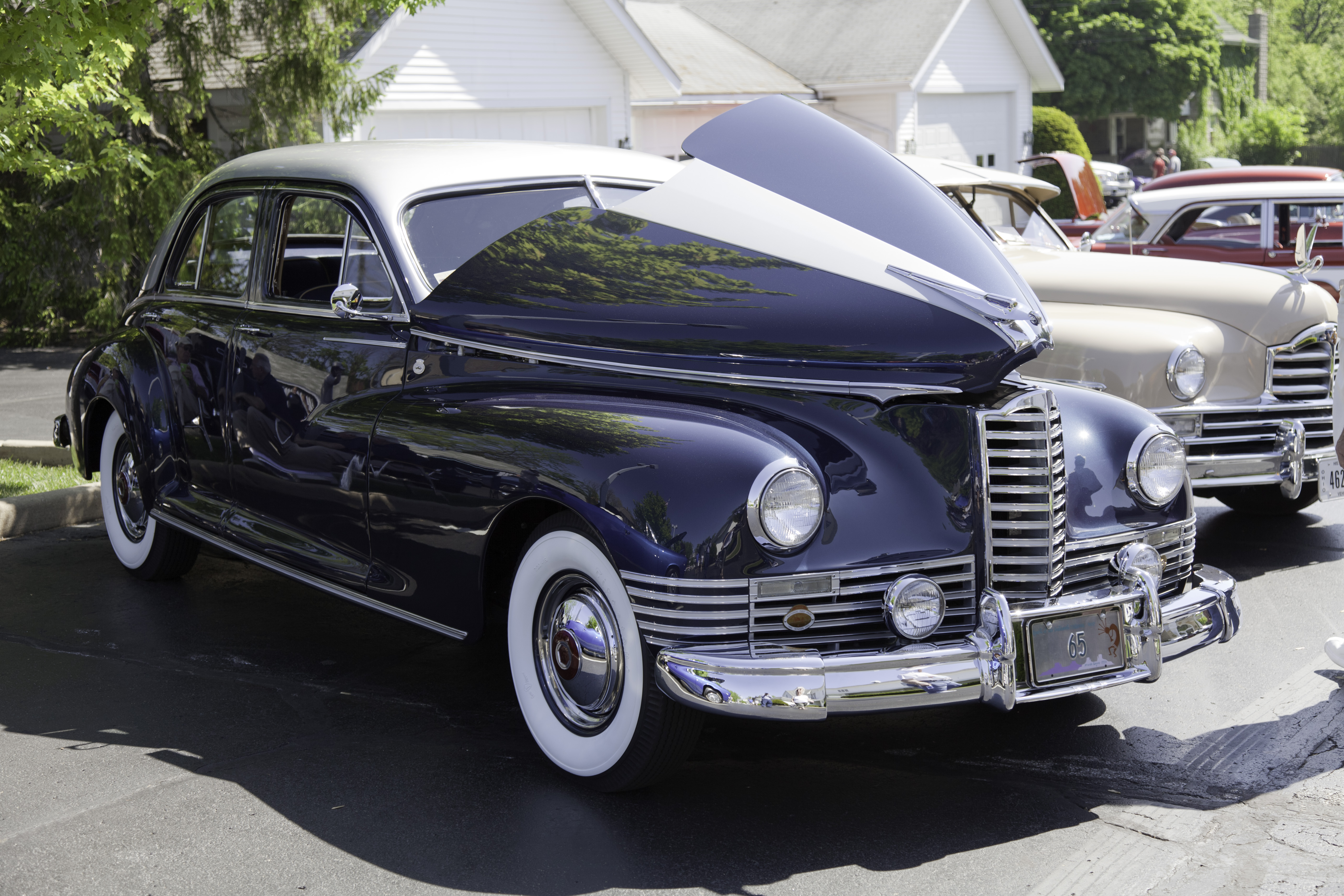
Packard Clipper Custom Super Touring Sedán de 1947

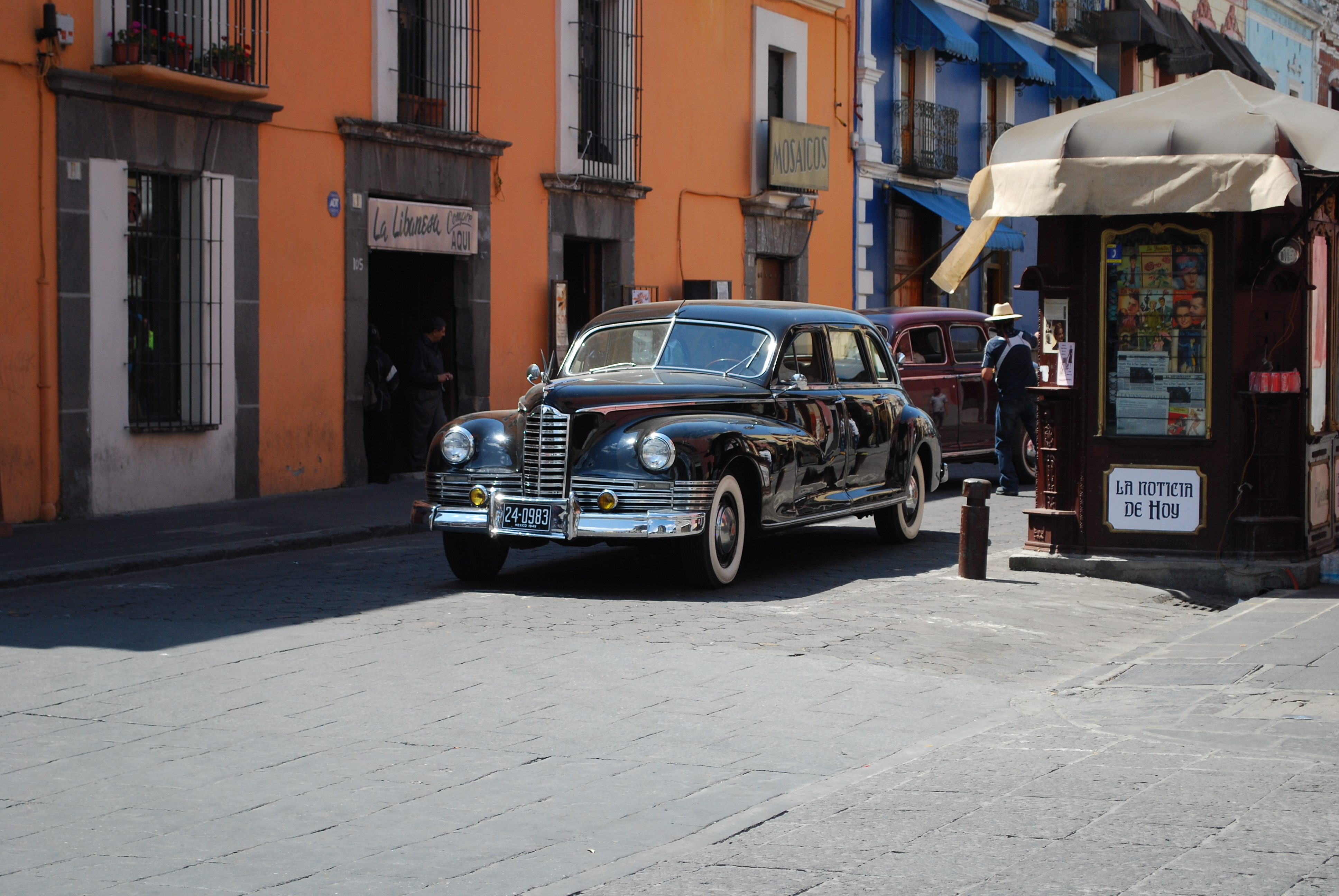
Packard Clipper Custom Super 21, limusina con una larga distancia entre ejes para 9 personas (1946–1947)

En 1946 y 1947, todos los Packard tenían carrocerías con el estilo del Clipper y también eran conocidos como Clipper. Formaron parte de la temporada número 21 que comenzó el 19 de octubre de 1945 con el Clipper Eight. todos los demás modelos aparecieron el 18 de abril de 1946. La serie 21 estuvo en funcionamiento hasta el 7 de septiembre de 1947, es decir, durante dos temporadas. La única diferencia entre los modelos de 1946 y 1947 son los números de chasis.
Se produjeron dos nuevas versiones de taxi, una de ellas con una distancia entre ejes más larga.

## Clipper como modelo base

### 1953 (serie 26)

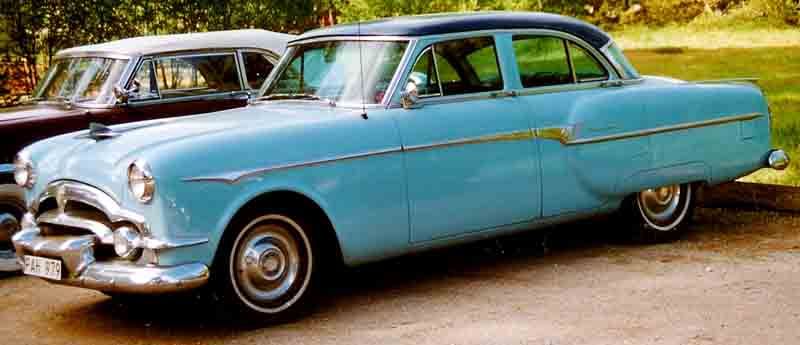
Packard Clipper Deluxe Touring Sedán en Polaris Blue y en Meridian Blue Metallic (1953). Los neumáticos con anillos blancos estrechos no son correctos para este modelo

El nombre Clipper se eliminó con la aparición de la 22.ª serie de automóviles de Packard, aunque los vehículos anunciados por la compañía como automóviles de nuevo desarrollo finalmente fueron simplemente Clipper rediseñados. En un momento en que la empresa podía vender prácticamente todos los modelos de automóviles que fabricaba, su presidente, George Christopher, insistió en centrarse en los coches de bajo precio, mientras que el antiguo competidor Cadillac tendía a centrarse en el mercado de vehículos grandes y lujosos.
Las series de automóviles 22 y 23 (de mediados de 1949) tenían el estilo de "bañera invertida" que fue brevemente popular a fines de la década de 1940. En detrimento de Packard, Nash, Hudson, Kaiser & Frazer y General Motors introdujeron modelos que eran más planos, más compactos y menos voluminosos. El nuevo estilo de GM pronto ganó el favor de los clientes, mientras que las "bañeras" pronto pasaron de moda.
Después de amargas disputas internas, la dirección de Packard finalmente decidió abolir las "bañeras" y lanzar una 24.ª serie de automóviles completamente nueva para los modelos del año 1951. El diseño de “bolsillo alto” (llamado así por la cintura alta) era mucho más moderno e impresionante. No obstante, Packard pujó con fuerza por el mercado de gama media con sus modelos 200 y 250, mercado que estuvo dominado por marcas como Oldsmobile, DeSoto y otras durante estos años. James J. Nance se convirtió en presidente de la empresa en 1952 e inmediatamente trató de diferenciar los modelos de menor precio de los Packard más caros. Así que decidió dejar que los modelos 200 y 250 se convirtieran en una nueva serie de modelos Clipper, que salió a la luz en 1953.
Nance originalmente quería lanzar el nuevo Clipper como una marca separada para cubrir la gama media de la compañía, pero también pensó que podría degradar la prestigiosa imagen de Packard. Cuando llegó el rumor de que los distribuidores de Packard estaban a punto de perder su modelo más vendido por la aparición de una nueva marca, se declararon en huelga. Para calmar la situación, Nance dejó que el Clipper apareciera como un Packard, pero continuó trabajando para separar su propia marca. Así que se reintrodujo el nombre Packard Clipper, pero ahora se hacía referencia a los modelos pequeños que se habían ofrecido anteriormente como Packard 200. A partir de entonces, la dirección hizo una distinción muy precisa entre “Packard” y “Packard Clipper”.
La gama básica del Clipper estaba formada por un sedán Touring de cuatro puertas (modelo 2692), un sedán Club de dos puertas (modelo 2695) y un modelo de techo rígido de dos puertas llamado "Sportster". La versión DeLuxe, un poco más exclusiva, solo estaba disponible como Touring Sedán (modelo 2662) y Club Sedán (modelo 2665). No se ofreció un modelo con techo rígido "DeLuxe" porque habría sido prácticamente idéntico al Packard Mayfair (antes 250). Esto se debió al hecho de que la versión básica del Clipper tenía un pequeño motor de ocho cilindros en línea de 288 pulgadas cúbicas (4719 cm³) que rendía 150 hp, pero el "DeLuxe" tenía un motor también de ocho cilindros en línea más grande de 327 pulgadas cúbicas (5359 cm³), que también se usó en el modelo Mayfair "Senior" de techo rígido. Sin embargo, debido a la menor compresión en el Clipper "DeLuxe", el motor solo produjo 160 hp en lugar de los 180 disponibles en los modelos "senior".
Externamente, todos los Clipper se diferenciaban de los modelos más caros por una barra cromada lisa en la rejilla del radiador, mientras que estos últimos tenían una parrilla más elaborada. Todos los Clipper se sentaron en el chasis de 3099 mm, que compartían con los modelos Mayfair, Convertible y Caribbean. Solo los grandes sedanes Cavalier (anteriormente 300) y Patrician tenían un chasis más largo, con una distancia entre ejes de 3226 mm.
El sedán de la serie básica Clipper no tenía una línea decorativa continua en el flanco, mientras que el Clipper DeLuxe presentaba un guion ligeramente curvado en toda su longitud, con un escudo de armas cromado situado en este adorno aproximadamente en el medio del vehículo. El Sportster, que era un modelo estándar, excepcionalmente tenía el acabado del "DeLuxe".

### 1954 (serie 54)

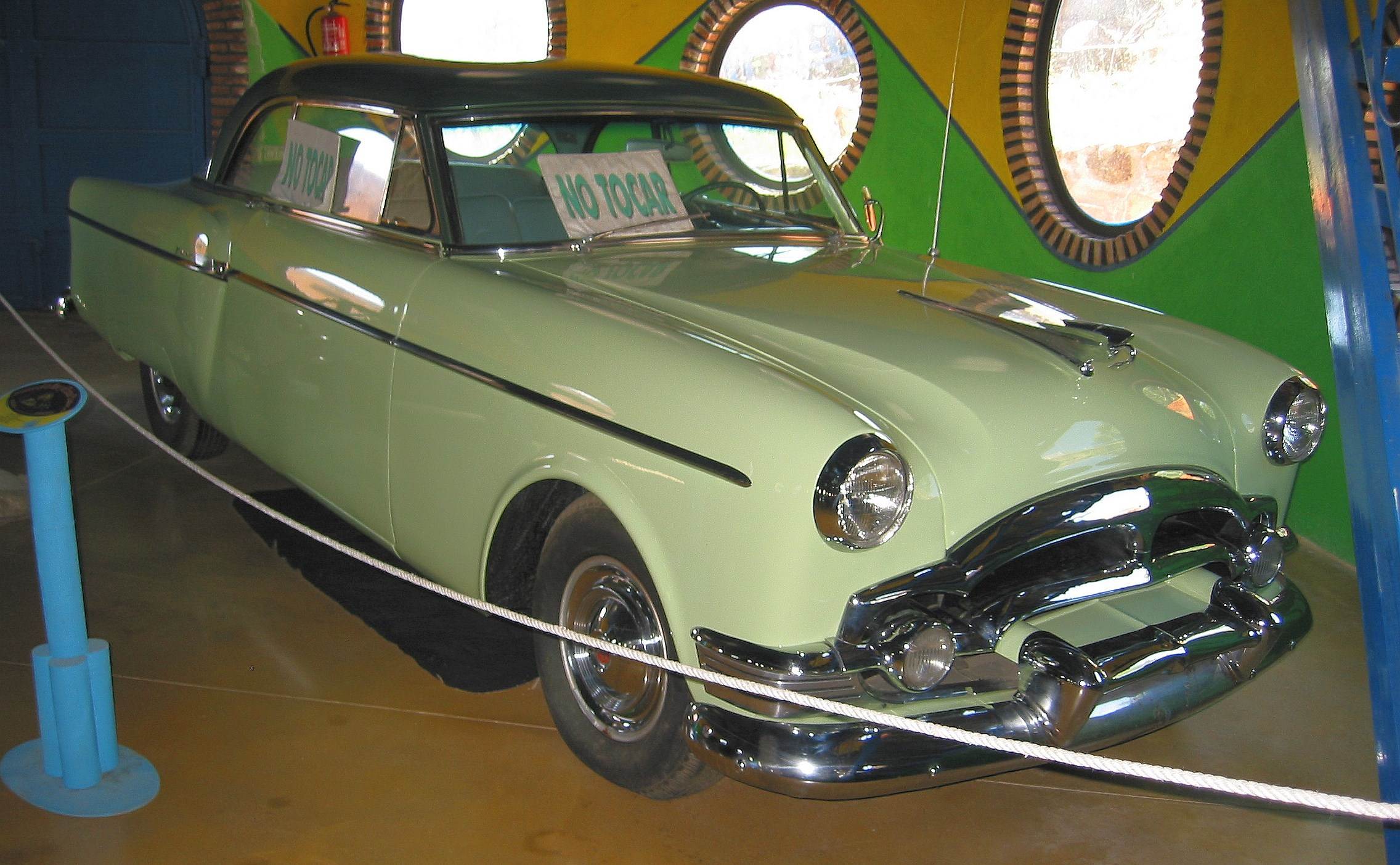
Packard Clipper Super Panamá de 1954 en Bellevue Green y Orchard Green. La capota rígida para el Clipper era nueva aquel año

La introducción de nuevas tecnologías innovadoras se planeó realmente para 1954. Sin embargo, tuvo que posponerse un año porque no se pudo financiar. Packard había perdido a su proveedor de carrocerías a largo plazo y tenía que buscar urgentemente una solución porque, de lo contrario, habría estado sin carrocerías a partir de 1955. Esta solución estaba en una nueva planta muy compacta en Conner Avenue de Detroit, pero la adquisición y la renovación total costaron mucho dinero. La segunda mala noticia fue que la gama de Packard obviamente tuvo que arreglárselas un año más con el diseño ahora obsoleto, ya que lógicamente se debería implementar uno más moderno en la nueva planta.
En consecuencia, las ventas fueron catastróficas. El Packard y el Clipper, que solo podían distinguirse de sus predecesores por las pequeñas "bocinas" sobre los faros delanteros y las nuevas luces traseras, debieron de soportar una etapa difícil, especialmente porque la enorme demanda de automóviles nuevos después del final de la guerra finalmente se había normalizado y la competencia había regresado por completo.
Después de todo, Packard había trabajado sin obtener resultados en aspectos que no estaban tan a la vista, incorporando en el Pacific (sucesor del Mayfair) el motor más potente de 5835 cm³ (356 pulgadas cúbicas) y 212 hp de potencia antes reservado para los Patrician.
La gama Clipper ahora constaba de tres niveles de equipamiento en lugar de dos. El modelo básico se denominó Special, el DeLuxe pasó a ser de gama media y el más caro se convirtió en el nuevo Super. El Special mantuvo el motor del año anterior, pero solo estaba disponible como Touring Sedán (modelo 5482) y Club Sedan (modelo 5485). Este modelo dejó de tener una banda cromada continua en el flanco.
DeLuxe y Super compartían tecnología y, en gran medida, estética. Se utilizó un motor de ocho cilindros y 327 pulgadas cúbicas (5358,6 cm³), que ahora rendía 165 hp. Hasta entonces, solo el Cavalier Touring Sedán con 185 hp usaba este motor. Presentaban una banda cromada lateral continua, y los DeLuxe estaban disponibles como Touring Sedán (modelo 5492) y Club Sedán (modelo 5455); y partir de entonces también como Sportster. Sin embargo, este ya no disponía de un techo rígido, sino el de una versión especial del Club Sedán (modelo 5497). Los compradores de un Clipper Super podían elegir entre el Touring Sedán (modelo 5462), el Club Sedán (modelo 5465) y finalmente el Panamá (modelo 5467) de techo rígido.
Todos los Clipper estaban disponibles en dos colores, y solo el techo estaba pintado en un color alternativo. Dependiendo del diseño, esto era parte del equipamiento básico.
Mientras el último Packard del año salía de la línea de montaje, el trabajo de demolición en la planta ya había comenzado a continuación. La factoría volvió a estar operativa después de tan solo unos 100 días de renovación en Conner Avenue.
La gerencia probablemente se alegró cuando el año de ventas de 1954 llegó a su fin. Packard continuó fabricando automóviles de alta calidad, y los motores en línea de los modelos más grandes superaban al motor Cadillac V8, por ejemplo. Aun así, el mercado empezaba a demandar otros vehículos.
Packard pudo ofrecer sus modelos totalmente renovados a partir de 1955.

### 1955 (serie 55)
En 1955, Packard se convirtió en una marca comercial de la recién formada Studebaker-Packard Corporation Corporation.

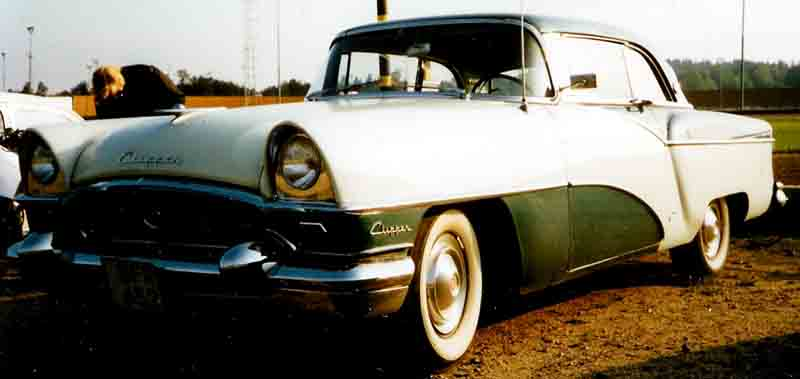
Packard Clipper Super Panamá de 1955 en colores Moonstone y Emerald

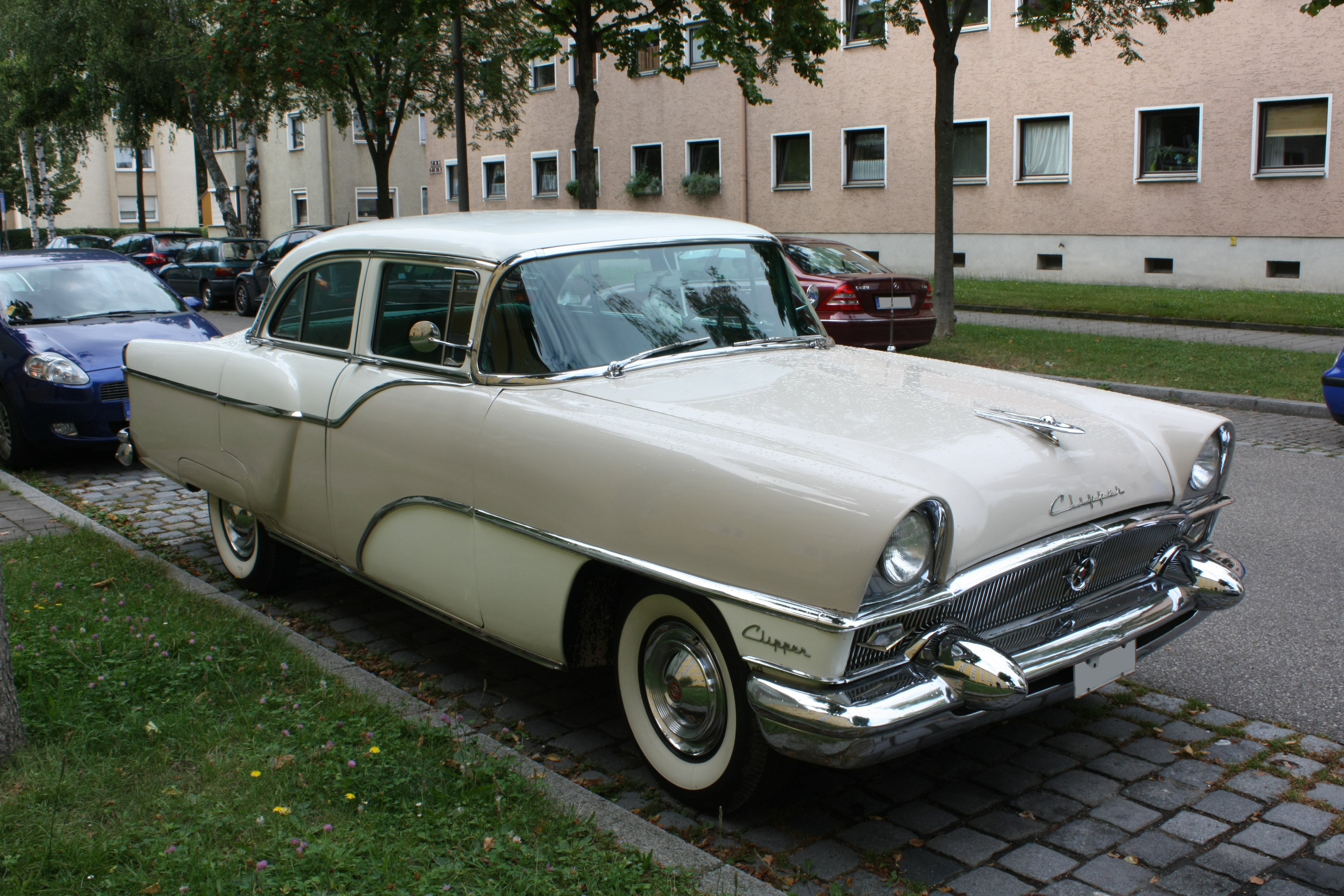
Packard Clipper Super Touring Sedán de 1955 en White Jade y Agate

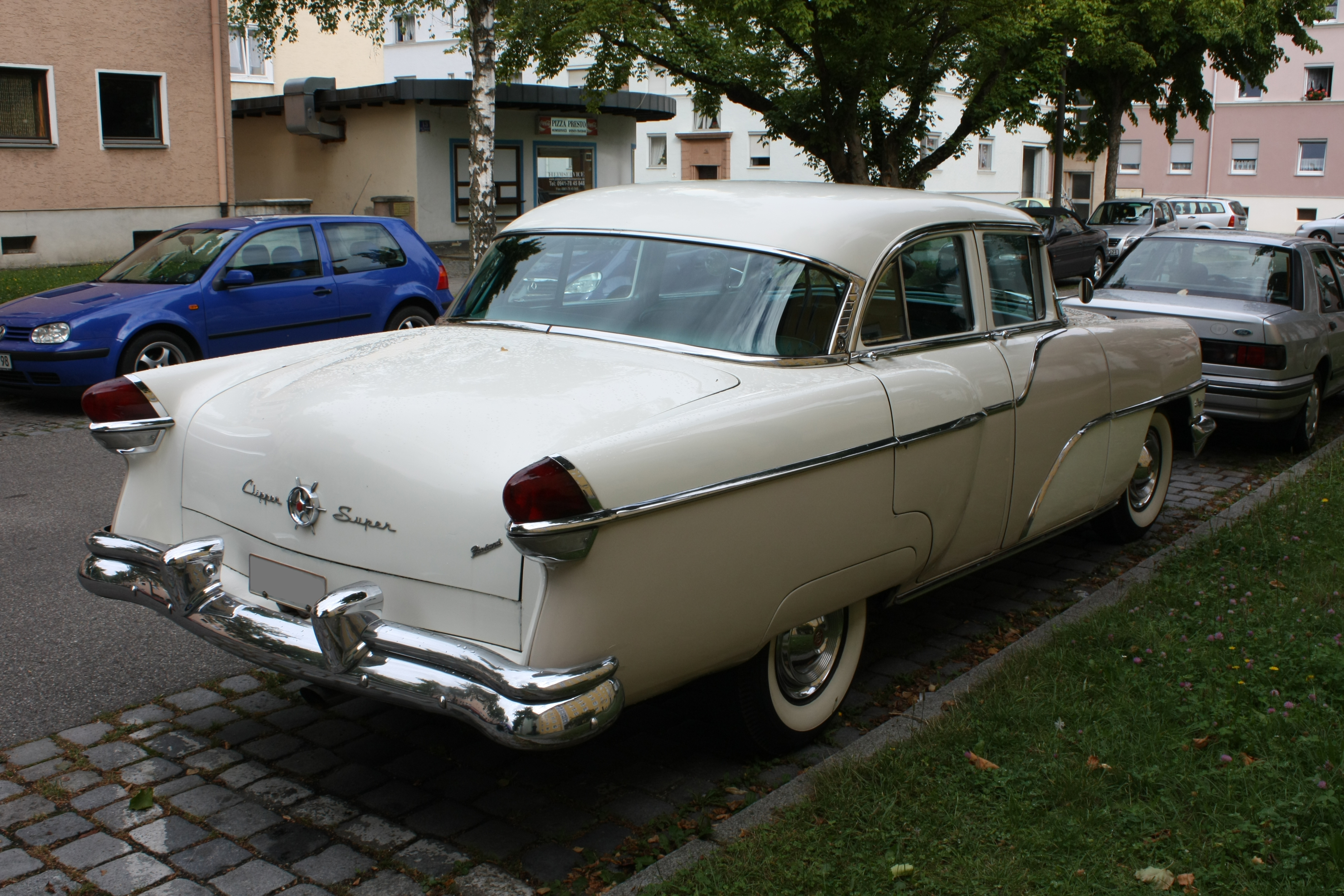
La tapa del maletero procedía del modelo del año anterior, y las luces de marcha atrás eran opcionales

Como todos los demás modelos, el Clipper también recibió tecnología moderna e innovadora. Por primera vez, un motor V8 impulsó a todos los Packard. Era un motor de desarrollo propio con árboles de levas en cabeza desde 1949. Incluso la versión menos potente disponible, el motor de 5245 cm³ (320 pulgadas cúbicas) utilizado en los Clipper Deluxe y Super, rendía 225 hp, una potencia mayor que los modelos superiores de 1954 con un propulsor de ocho cilindros en línea de 356 pulgadas cúbicas (5835 cm³) y un máximo de 212 CV. A mediados de la temporada, Packard cambió la forma de la culata para resolver las quejas sobre el ruido de las válvulas. Esto generó cambios en el carburador y en la distribución, pero no tuvo ningún efecto sobre el rendimiento. El Clipper Custom recibió el motor de 5801 cm³ (352 pulgadas cúbicas) de los modelos grandes, pero en una variante de potencia reducida con 245 hp en lugar de 260. Una caja de cambios de tres velocidades con cambio en el volante era estándar, para la que había una sobremarcha opcional. La transmisión automática Twin Ultramatic, más cómoda, estaba sujeta a un recargo. Era la única transmisión completamente automática del mercado desarrollada por un fabricante de automóviles independiente, resultado de la evolución del sistema Ultramatic a partir de 1950. Se podía conducir como un cambio normal de tres velocidades o con accionamiento automático.
La suspensión Torsion Level Ride también fue muy innovadora. Inicialmente reservada para los modelos más grandes, técnicamente era una opción para el Clipper Custom; sin embargo, es poco probable que se hayan entregado copias "sin" este elemento. Básicamente constaba de dos barras de torsión principales dispuestas longitudinalmente más otras dos que actuaban sobre el eje trasero. Cuando se activaba un motor eléctrico controlado por un relé, el sistema funcionaba como un control de nivel automático: mantenía el nivel del coche e incluso compensaba automáticamente la carga en el maletero. Su rival Chrysler se vio claramente superado, ya que todas las marcas del grupo habían introducido la suspensión con barras de torsión solo para el eje delantero (Torsionaire). El sistema recibió merecidos elogios en la publicidad de Packard, indicando que su sistema era el doble de bueno. El Torsion Level Ride se convirtió en una opción para el Clipper Super a partir de julio de 1955. En cambio, no estaba disponible en el DeLuxe.
Además de la nueva tecnología, se realizó un lavado de cara de gran alcance. Por razones de costo, se tuvo que posponer una carrocería completamente nueva, pero el equipo alrededor del diseñador jefe Richard Teague hizo un trabajo tan bueno que hay que observar los nuevos coches con mucho cuidado para detectar las huellas del diseño básico de 1951. Para muchos expertos, el lavado de cara de Packard de 1955, junto con el del Chevrolet de 1957, fue el más exitoso de la década. El diseño original destacaba gracias a sus ventanas laterales relativamente pequeñas y altas, por una línea de cintura alta que se había ocultado inteligentemente, o por la ausencia de una ventana panorámica trasera, simulada con molduras cromadas, en contraste con el frontal, donde se había insertado un auténtico parabrisas panorámico. La tapa del maletero y las luces traseras procedían del modelo del año anterior.
Un desafío adicional para los diseñadores fue el requisito de diferenciar el Clipper de los modelos más grandes tanto como fuera posible al menor costo posible, preservando al mismo tiempo el parecido familiar. Teague resolvió el problema diseñando una rejilla de radiador para los modelos grandes y para el Clipper. La versión Packard tenía una cuadrícula de barras sólidas, mientras que la del Clipper tenía una con barras delgadas juntas dispuestas verticalmente. El Clipper también tenía su propio logo con la rueda del timón de un barco como motivo, que figuraba en diferentes lugares en el exterior y en el interior del vehículo. Mientras que las molduras de cromo en los modelos grandes se construyeron con líneas rectas, el Clipper optó por líneas más curvas. Una moldura de cromo recorría desde la mitad del automóvil hasta la parte trasera, y una segunda moldura cromada que comenzaba como una extensión óptica del marco superior del radiador, terminaba en la puerta aproximadamente al nivel de la ventana de ventilación. Pronto se hizo evidente que los modelos de la competencia de Pontiac para 1955 se diseñaron de manera muy similar. Teague resolvió el problema elegantemente extendiendo la moldura cromada delantera hacia abajo. Las franjas creadas de esta manera eran ideales para pintar la carrocería con un segundo color alternativo.
El hecho de que el chasis antiguo se hubiera reemplazado se podía ver incluso mejor por debajo del capó. Un motor V8 muy corto se alojó donde antes se había dispuesto un motor largo de ocho cilindros en línea. Los técnicos hicieron uso de una gran cubierta entre el motor y la rejilla del radiador para ocultar el espacio necesario para alojar el nuevo motor.
El traslado forzoso a un nuevo taller de carrocería en Conner Avenue requirió adoptar una gama simplificada. En principio, solo existían las variantes de carrocería "Touring Sedán" (de cuatro puertas) y de techo rígido (de dos puertas); más el Cabriolet Caribbean en la serie grande. Los modelos especiales como las ambulancias y los vehículos fúnebres de Henney ya no estaban disponibles. Por primera vez hubo una separación estricta entre Packard y Packard Clipper: todos los modelos grandes disponían de una distancia entre ejes de 3226 mm, mientras que la batalla de todos los Clipper era de 3099 mm. Anteriormente, el Convertible, el Pacific y el Caribbean también se construían sobre el chasis corto. Además, solo se ofrecieron tres modelos de Packard (Patrician, Four Hundred y Caribbean), así como tres series de modelos del Packard Clipper. Se mantuvo el nombre de "Panamá" para el Clipper Super Hardtop. La nueva variante de la gama Clipper Custom se llamó Constellation.
| Serie | Modelo         | Número | Carrocería                      | Producción | Precio   |
| ----- | -------------- | ------ | ------------------------------- | ---------- | -------- |
| 5540  | Clipper Deluxe | 5522   | Touring Sedan 4-puertas         | 8039       | US$ 2586 |
| 5540  | Clipper Super  | 5542   | Touring Sedan 4-puertas         | 7979       | US$ 2685 |
| 5540  | Clipper Super  | 5547   | Hardtop 2-puertas               | 7016       | US$ 2775 |
| 5560  | Clipper Custom | 5562   | Touring Sedan 4-puertas         | 8708       | US$ 2925 |
| 5560  | Clipper Custom | 5567   | Hardtop Constellation 2-puertas | 6672       | US$ 3075 |

 Se construyeron un total de 8039 Clipper Deluxe, 14.995 Super y 15.380 Custom del modelo del año 1955.

### 1956 (serie 56)

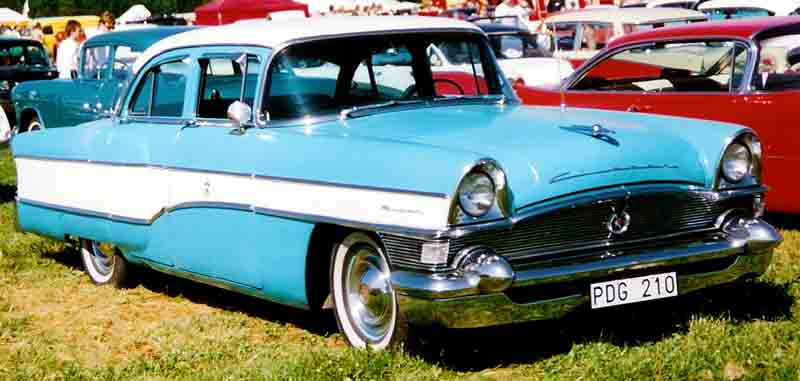
Clipper Super Touring Sedán de 1956 en Danube Blue y Dover White

Para los modelos dela año 1956, Clipper finalmente se convirtió en una marca propia, como había pedido Nance, pero muchos profesionales pensaron que ya era demasiado tarde. Fue fabricado por la Division Packard Clipper de la Studebaker-Packard Corporation.
La composición del modelo se mantuvo sin cambios: un Touring Sedán como la única oferta en la gama "Deluxe" y un Touring Sedán y un techo rígido de dos puertas para el "Super" y el "Custom". Todos los Clipper ahora recibieron el gran V8 del año anterior con 5835 cm³; la versión con 5245 cm³ se omitió por completo. Los Packard más grandes se equiparon con una versión de 6,2 litros de este motor. El motor del Clipper generaba 240 HP (Deluxe y Super) o 275 HP (Custom). Este último, significativamente más ligero que los modelos Packard pero casi tan potente como ellos con sus 290 CV, fue considerado el vehículo más potente y manejable de su clase. La suspensión "Torsion Level Ride" pasó a ser un estándar de toda la gama; y solo se podía pedir el DeLuxe con suspensión convencional al mismo precio. Un nuevo accesorio (por 52 dólares) fue el funcionamiento eléctrico de la transmisión automática con pulsadores a través de un panel en la columna de dirección. El nombre "Panamá" para el modelo de techo rígido se eliminó oficialmente.
Los distribuidores de Packard se vieron abocados a vender los Clipper obligados por las condiciones de franquicia, pero de nuevo muchos de ellos se quejaron y los emblemas de Packard pronto reaparecieron en la parte trasera de los modelos Clipper fabricados en Detroit. Contrariamente a la estrategia de Nance, los nuevos emblemas también estaban disponibles para los Clipper ya producidos que esperaban a ser vendidos en los concesionarios de todo el país.
Con la revisión anual y la introducción de la "marca" Clipper, también hubo un aumento de precio significativo, que tampoco propició las ventas. La temporada acortada de 1956 duró desde el 3 de noviembre de 1955 hasta el 25 de junio de 1956. Se construyeron un total de 5715 Deluxe Sedán, 9172 Super (5173 sedán y 3999 de techo rígido) y 3685 Custom (2219 sedán y 1466 de techo rígido). Después de que el Clipper Custom fue reemplazado por el Packard Executive el 15 de mayo de 1956, se agregaron sus cifras de producción: 1784 sedán y 1031 de techo rígido.
En el verano de 1956, Studebaker-Packard estaba en serios problemas financieros. Los precios de los modelos Packard y Clipper estaban lejos de hacer rentable la empresa, y los financieros de la compañía se negaron a buscar más dinero para nuevas máquinas que hubieran hecho posible que Nance usara una estrategia de piezas común para los componentes de la carrocería de las tres marcas, como se planeó originalmente. A finales de julio, las últimas unidades de Packard y de Clipper salieron de la fábrica de Conner Avenue en Detroit. Nadie sabía cómo proceder.
1956 Clipper y Packard con chasis de 122 pulgadas
| Serie | Modelo            | Número | Carrocería                      | Producción | Precio   |
| ----- | ----------------- | ------ | ------------------------------- | ---------- | -------- |
| 5640  | Clipper Deluxe    | 5622   | Touring Sedan 4-puertas         | 5715       | US$ 2505 |
| 5640  | Clipper Super     | 5642   | Touring Sedan 4-puertas         | 5173       | US$ 2631 |
| 5640  | Clipper Super     | 5647   | Hardtop 2-puertas               | 3999       | US$ 2677 |
| 5660  | Clipper Custom    | 5662   | Touring Sedan 4-puertas         | 2129       | US$ 2680 |
| 5660  | Clipper Custom    | 5667   | Hardtop Constellation 2-puertas | 1466       | US$ 2908 |
| 5670  | Packard Executive | 5572   | Touring Sedan 4-puertas         | 1748       | US$ 3465 |
| 5670  | Packard Executive | 5677   | Hardtop 2-puertas               | 1031       | US$ 3560 |

 El modelo del año duró desde el 3 de noviembre de 1955 hasta el 25 de junio de 1956, y el Clipper Custom fue reemplazado por el Packard Executive el 15 de marzo. La producción total ascendió a 18.572 unidades (excluidas las exportaciones).
Común a todos los Clipper y Packard Executive era el motor V8 OHV de 352 pulgadas cúbicas de desplazamiento (5801 cm3) y 240 HP (SAE) a 4600 rpm, que equipaba las versiones Deluxe y Super. Los Custom y Executive tenían una versión de mayor compresión de este motor, que rendía 275 HP (SAE) a 4600 rpm.

### 1957
Después del cierre de la planta de Packard en Detroit, Studebaker-Packard firmó un acuerdo de gestión con la Curtiss-Wright Company. Bajo el mandato del presidente de Curtiss-Wright, Roy T. Hurley, el nuevo presidente de Studebaker-Packard, Harold Churchill, aprobó una nueva producción de Packard en la planta de Studebaker en South Bend (Indiana). Los nuevos Packard, que se suponía que continuarían con la línea de grandes coches Packard, compartían la carrocería sedán de cuatro puertas con el Studebaker President; también había un familiar de cinco puertas. Los costos del utillaje para producir un nuevo Packard se estimaron en aproximadamente un millón de dólares. En 1957 se eliminó el nombre Packard Executive, adoptándose la denominación "Packard Clipper".
Para mantener los costos del utillaje lo más bajos posible, se utilizaron componentes del Clipper de 1956. El objetivo era distinguir el Packard de 1957 del Studebaker President. Por ejemplo, se usó el parachoques delantero estrecho del Packard y las luces traseras y tapacubos del Clipper de 1956. El cuadro de mando correspondía al de los dos años anteriores. En general, el nuevo Packard Clipper ahora parecía un reluciente Studebaker.
Cuando los concesionarios de Packard vieron el automóvil resultante en presentaciones regionales, la respuesta fue rápida, molesta y ruidosa. Muchos distribuidores pensaron que el Clipper se parecía demasiado al Studebaker, que era su base, y abandonaron por completo la representación de Packard. En aquel momento tan solo se vendieron 4809 unidades, casi todas limusinas. Los críticos le dieron al coche el despectivo nombre de "Packardbaker".
Para poder instalar una motor cuyo rendimiento fuese digno de un Packard, se agregó un V8 de 4.7 litros “Small Bloc” de Studebaker con un compresor radial "McCulloch", que le dio una potencia de 275 CV (202 kW), como el Packard del año anterior. El Studebaker Golden Hawk tenía el mismo propulsor. Dado que los Packard basados en Studebaker eran significativamente más ligeros que los Packard del año anterior, el rendimiento de los modelos de 1957 fue notable para su época.
El periodista e historiador Richard Langworth comentó que "estos vehículos, aunque no son verdaderos Packard, serían muy buenos Studebaker".
En 1958 se abandonó el nombre Clipper y los pocos coches producidos (sedán de cuatro puertas, familiares de cinco puertas y cupés de techo rígido de dos puertas) solo se conocían como "Packard". La única excepción fue el Packard Hawk, un derivado del Studebaker Golden Hawk.